# Красна поляна 3
„Красна поляна 3“ е квартал на град София, България, разположен в район Красна поляна, западно от центъра на града. Създаден е с разделянето на историческия квартал „Красна поляна“.
Намира се между булевардите „Никола Мушанов“, „Възкресение“ и „Вардар“ и улиците „Уста Генчо“ и „Атанас Кирчев“, като граничи с кварталите „Красна поляна 1“ и „Красна поляна 2“ на северозапад, „Разсадник-Коньовица“ на изток и с промишлената зона „Средец“ на юг.

## Училища
- Професионална гимназия по битова и електротранспортна техника

## Улици и произход на имената им
| Път                  | Наречен на                                       | Местоположение |
| -------------------- | ------------------------------------------------ | -------------- |
| „Атанас Кирчев“      | Атанас Кирчев (1879 – 1912), актьор              | Карта          |
| „Вардар“             | Вардар, река в Северна Македония и Гърция        | Карта          |
| „Възкресение“        | Възкресение, религиозна концепция                | Карта          |
| „Добротич“           | Добротица (? – 1386), деспот                     | Карта          |
| „Златна Добруджа“    | Добруджа, географска област в България и Румъния | Карта          |
| „Колю Фичето“        | Колю Фичето (1800 – 1881), строител              | Карта          |
| „Криворечна паланка“ | Крива паланка, град в Северна Македония          | Карта          |
| „Мечка“              | ?                                                | Карта          |
| „Никола Мушанов“     | Никола Мушанов (1872 – 1951), политик            | Карта          |
| „Орлица“             | Орли, група птици                                | Карта          |
| „Пчиня“              | Пчиня, река в Сърбия и Северна Македония         | Карта          |
| „Уста Генчо“         | Генчо Кънев (1829 – 1890), строител              | Карта          |
| „Шемница“            | Шемница, село в Кукушко, Гърция                  | Карта          |